# Organo della chiesa di San Bartolomeo a Mittelnkirchen

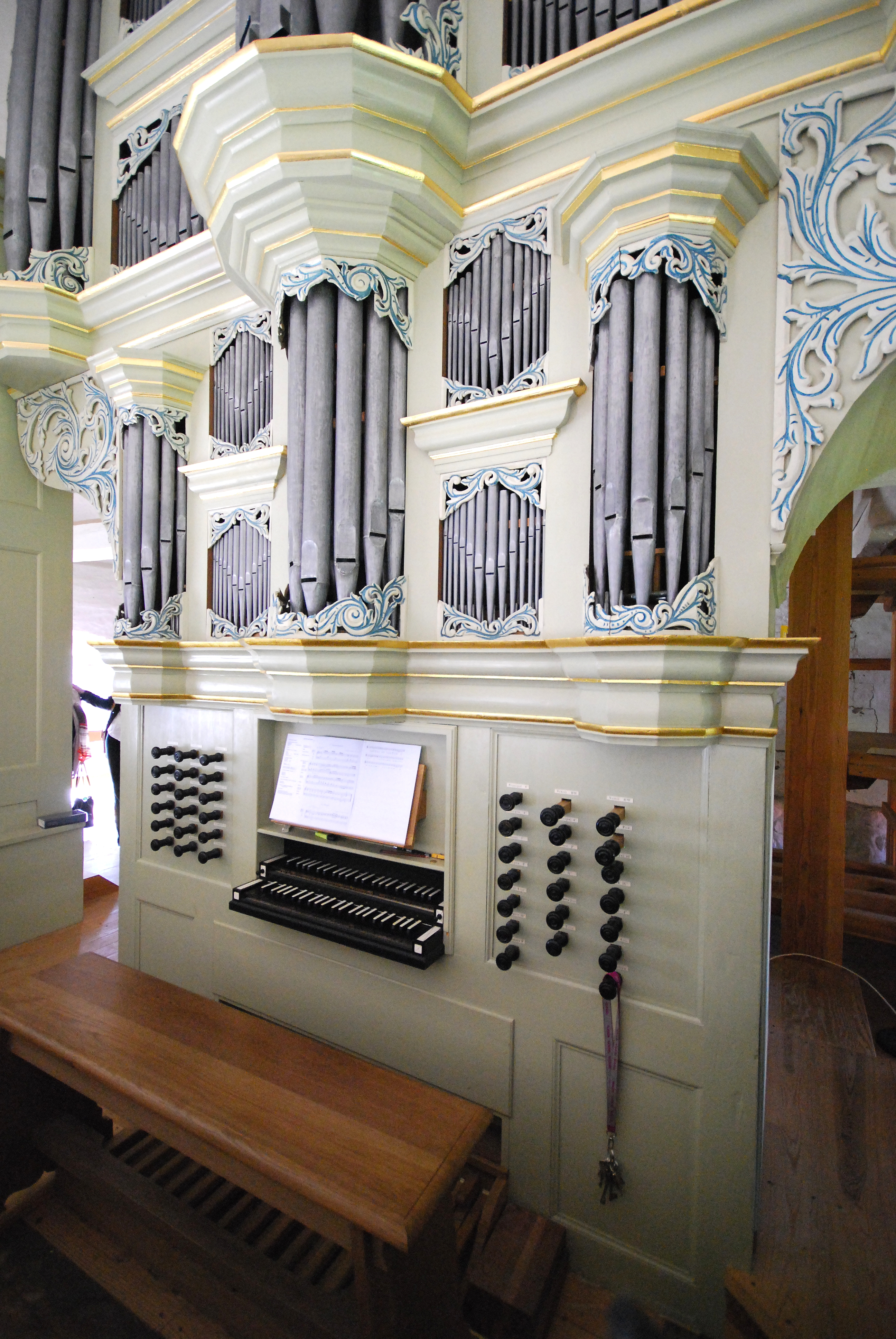
L'organo della chiesa di San Bartolomeo a Mittelnkirchen.

Con organo della chiesa di San Bartolomeo ci si riferisce a un organo monumentale costruito a Mittelnkirchen, in Germania.

## Storia
Nella seconda metà del XVI secolo esisteva, sul lato nord della chiesa di San Bartolomeo, un organo dotato di un solo manuale e tredici registri, opera di un organaro anonimo di Amburgo. Arp Schnitger, nel 1688, ampliò lo strumento aggiungendo un secondo manuale. Inoltre, aggiunse una tromba da 8' e una tromba da 16' al primo. La disposizione fonica dopo l'intervento di Schnitger era la seguente:
| Primo manuale - Im Werk |     |   |
| Principal               | 8'  | A |
| Untersatz               | 16' | A |
| Hohlfloite              | 8'  | A |
| Octav                   | 4'  | A |
| Gedact                  | 4'  | A |
| Nassat                  | 3'  | A |
| Octav                   | 2'  | A |
| Waldfloite              | 2'  | A |
| Mixtur                  | IV  | A |
| Cimbel                  | III | A |
| Trommet                 | 16' | S |
| Trommet                 | 8'  | S |
| Cornet                  | 2'  | A |

| Secondo manuale - In der Brust |        |   |
| Gedact                         | 8'     | S |
| Blockfloite                    | 4'     | S |
| Octav                          | 2'     | S |
| Gemshorn                       | 2'     | S |
| Quinta                         | 1' 1/2 | S |
| Sesquialtera                   | II     | S |
| Scharff                        | III    | S |
| Regal                          | 8'     | S |

A = Anonimo del XVI secolo.
S = Arp Schnitger (1688).
Nel 1750 la chiesa commissionò a Jacob Albrecht di spostare l'organo sopra l'ingresso principale dell'edificio e di aggiungere una pedaliera e le torri di basseria. Albrecht, tuttavia, dovette rinunciare ai lavori nel 1751 a causa di altri impegni, e la commissione venne portata a termine nel 1753 da Johann Matthias Schreiber. Nel 1763 la chiesa pagò cento talleri per un restauro, seguito da un altro, nel 1772, condotto da Jürgen Dietrich Fortriede. Georg Wilhelm Wilhelmi si occupò della manutenzione dello strumento dal 1777 al 1803, eseguendo alcune riparazioni. Nel 1803 i mantici vennero ridotti da sei a quattro. Philipp Furtwängler, nel 1844, compì alcune riparazioni e cambiò alcuni registri. 
La Furtwängler & Hammer fece un restauro fra il 1935 e il 1936, seguito da un intervento di Paul Ott fra il 1956 e il 1957. Ott, tuttavia, modificò di molto le caratteristiche foniche barocche originali. Rudolf von Beckerath, fra il 1991 e il 1992, eseguì un restauro filologico, rimediando alle manipolazioni di Ott e riportando lo strumento alle sue condizioni del 1688. Un ultimo restauro venne eseguito nel 2011 da Bartelt Immer.

## Caratteristiche tecniche
Attualmente l'organo è a trasmissione interamente meccanica, l'aria è prodotta da quattro mantici a cuneo, la pressione del vento è di 75 mm in colonna d'acqua, il corista del La corrisponde a 466 Hz e il temperamento è il Werkmeister. La disposizione fonica è la seguente:
| Primo manuale - Hauptwerk |     |       |
| Principal                 | 8'  | Sch   |
| Quintadena                | 16' | Sch   |
| Hohlfloite                | 8'  | M     |
| Octav                     | 4'  | M     |
| Gedact                    | 4'  | A/Sch |
| Nahsat                    | 3'  | A     |
| Octav                     | 2'  | M     |
| Rauschpfeife              | II  | Sch/B |
| Mixtur                    | IV  | B     |
| Cimbel                    | III | B     |
| Tromet                    | 16' | S/B   |
| Tromet                    | 8'  | S/B   |
| Vox humana                | 8'  | Sch/B |

| Secondo manuale - Brustwerk |        |     |
| Principal                   | 4'     | Sch |
| Gedackt                     | 8'     | S/B |
| Blockfloite                 | 4'     | B/S |
| Waldhorn                    | 2'     | B   |
| Octav                       | 2'     | S   |
| Qinta                       | 1' 1/2 | S   |
| Sesquialtera                | II     | S   |
| Scharff                     | III    | S   |
| Crombhorn                   | 8'     | ?   |

| Pedal     |     |       |
| Principal | 16' | Sch   |
| Subbaß    | 16' | B     |
| Octav     | 8'  | M     |
| Octav     | 4'  | M     |
| Quinta    | 3'  | B     |
| Nachthorn | 2'  | B     |
| Mixtur    | IV  | B     |
| Posaun    | 16' | Sch/B |
| Tromet    | 8'  | B     |
| Cornet    | 2'  | ?     |

| Accessori   |
| Tremulant   |
| Cymbelstern |

M = Materiale del XVI secolo.
A = Materiale del XVII-XVIII secolo.
S = Arp Schnitger (1688).
Sch = Matthias Schreiber (1750-1753), riutilizzando anche materiale preesistente.
B = Rudolf von Beckerath (1991-1992).

## Galleria d'immagini

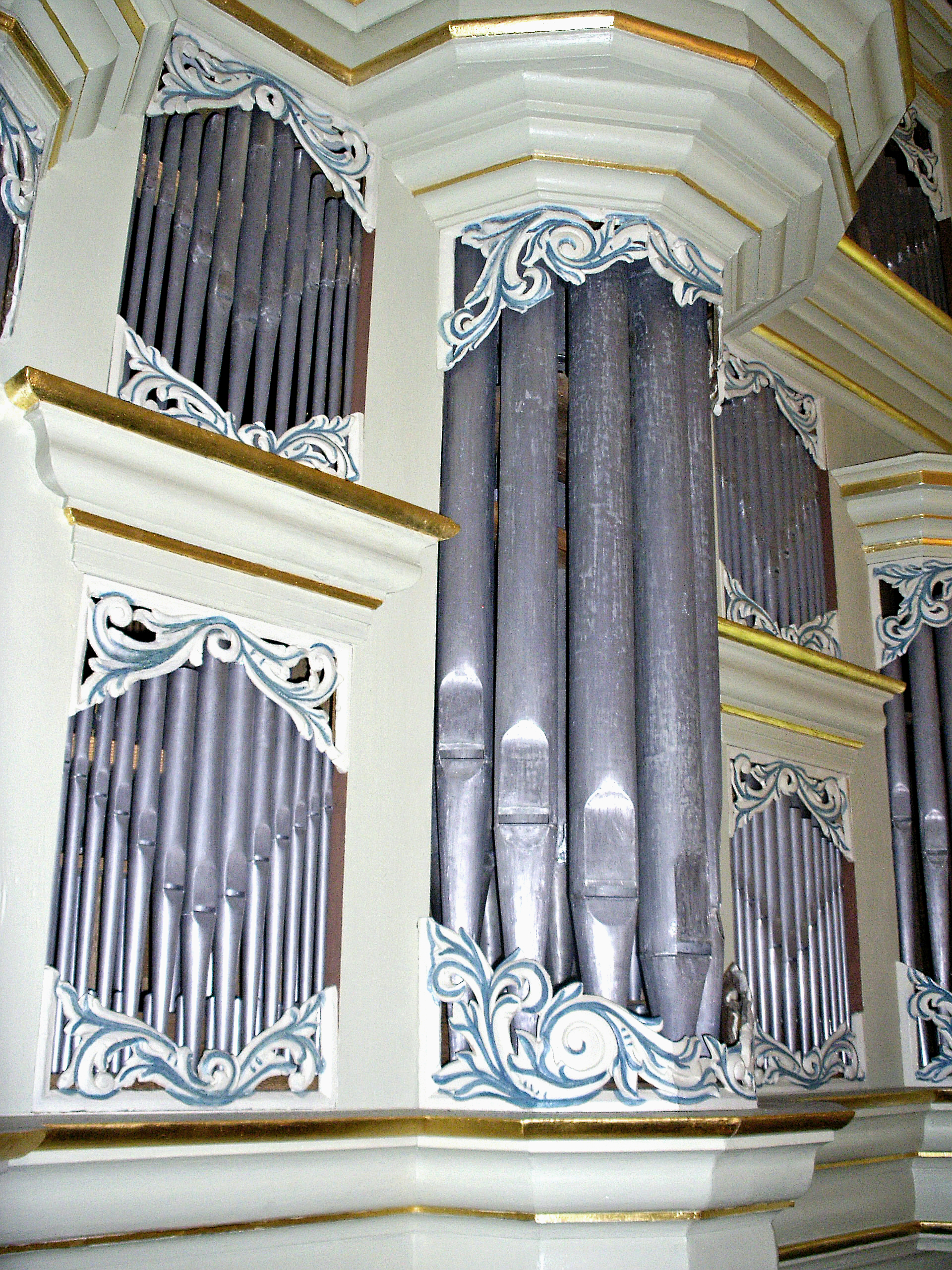
Prospetto dell'organo.
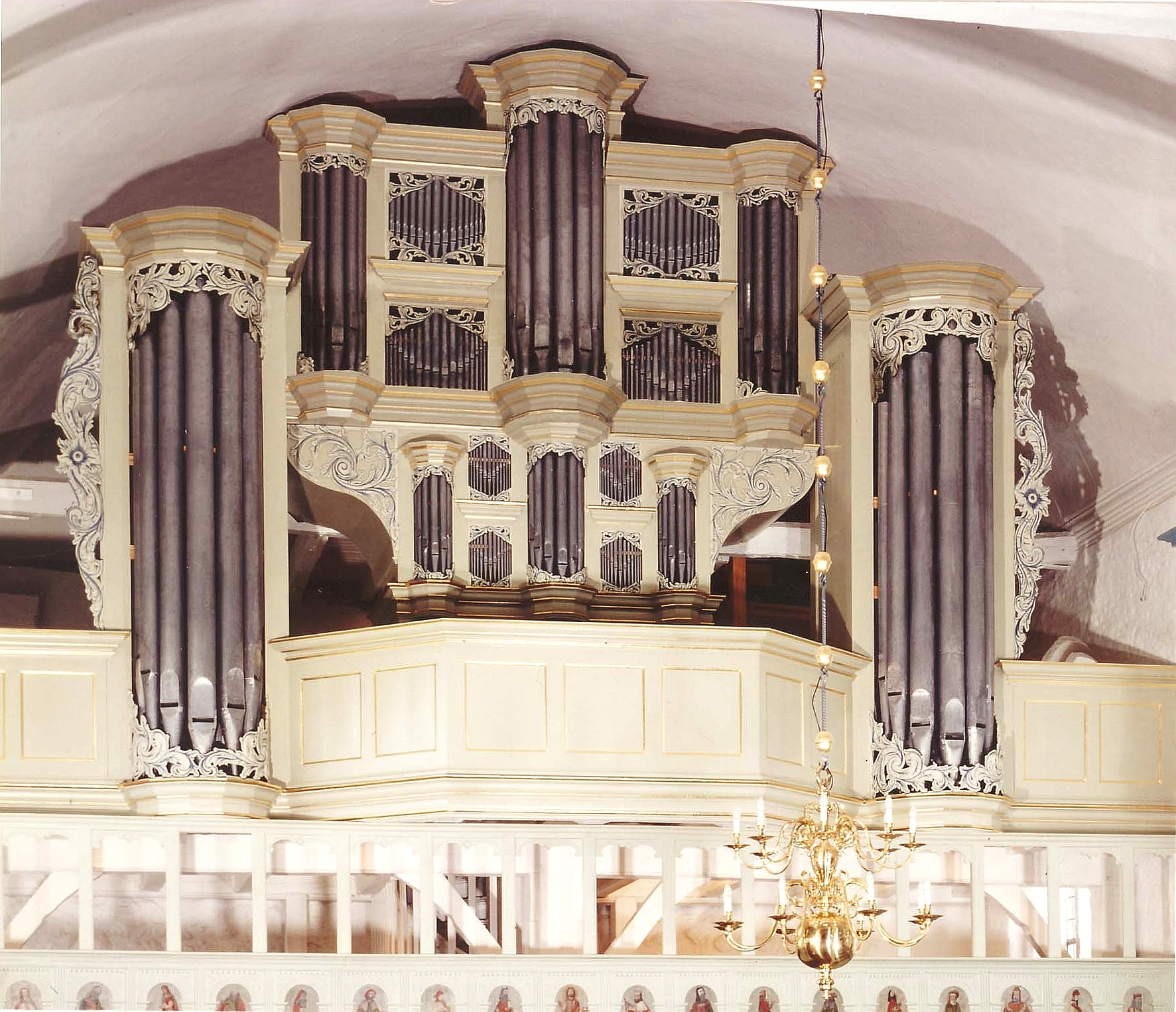
Prospetto dell'organo.